# Toxophora fuscipennis
Toxophora fuscipennis är en tvåvingeart som först beskrevs av Macquart 1840.  Toxophora fuscipennis ingår i släktet Toxophora och familjen svävflugor. Inga underarter finns listade i Catalogue of Life.